# Wimy
Wimy est une commune française située dans le département de l'Aisne, en région Hauts-de-France.

## Géographie
- 1Carte dynamique
- 2Carte OpenStreetMap
- 3Carte topographique
- 4Carte avec les communes environnantes

Wimy, commune de Thiérache, est limitrophe de cinq communes : Effry, Luzoir, Clairfontaine, Mondrepuis et Ohis.

### Hydrographie
La commune est traversée par la ligne de partage des eaux entre les bassins hydrographiques Artois-Picardie et Seine-Normandie. Elle est drainée par l'Oise, le fossé 01 de la commune de Wimy et le fossé de la Ruelle Bernard,.
L'Oise prend sa source en Belgique, à 309 mètres d'altitude, dans l'ancienne commune de Forges et se jette dans la Seine à 20 mètres d'altitude, au Pointil en rive droite et en aval du centre de Conflans-Sainte-Honorine dans le département des Yvelines. D'une longueur 341 kilomètres, elle est presque entièrement navigable et bordée de canaux sur 104 kilomètres. Les caractéristiques hydrologiques de l'Oise sont données par la station hydrologique située sur la commune d'Hirson. Le débit moyen mensuel est de 4,99 m3/s. Le débit moyen journalier maximum est de 151 m3/s, atteint lors de la crue du 7 janvier 2011. Le débit instantané maximal est quant à lui de 188 m3/s, atteint le même jour.

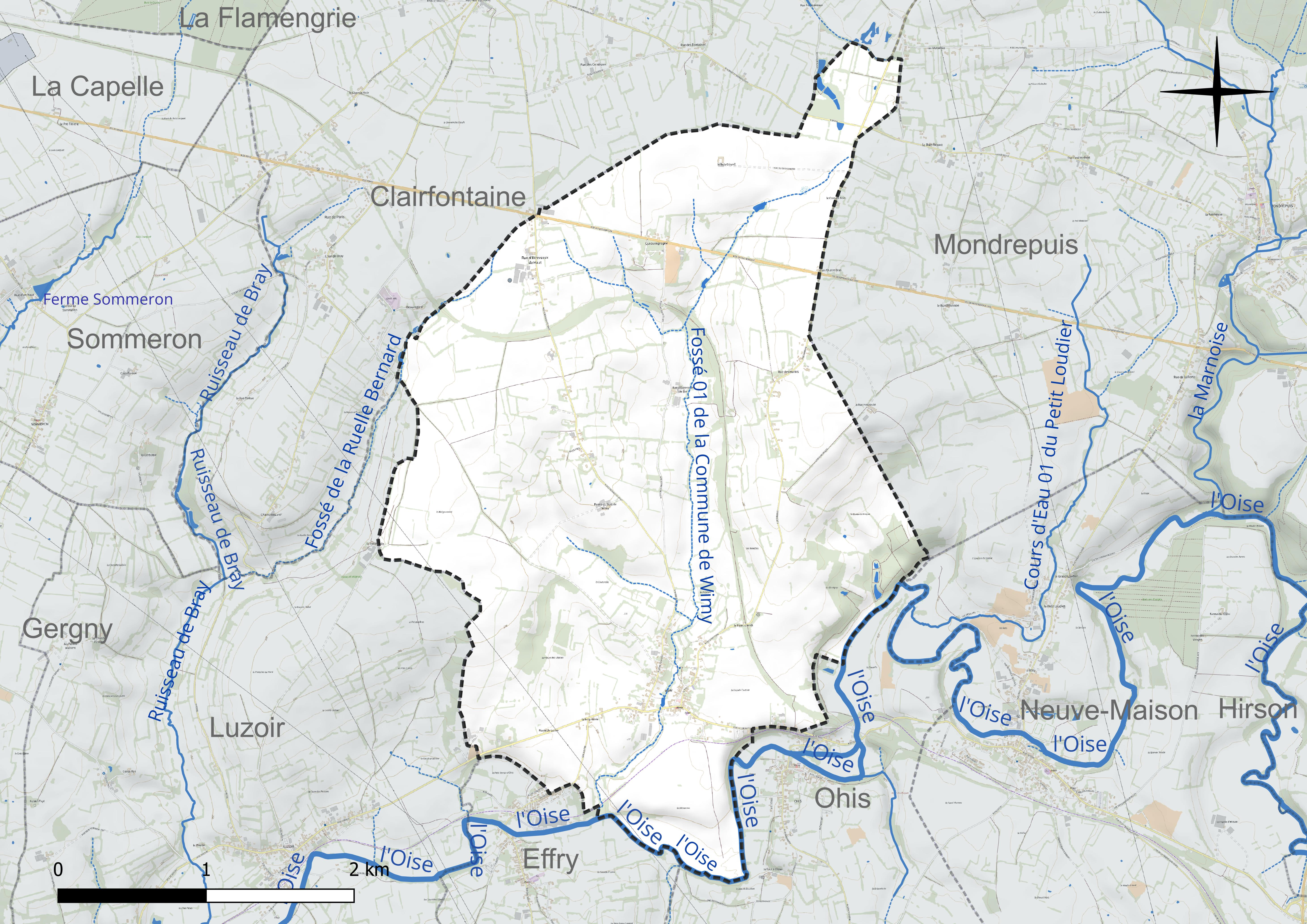
Réseau hydrographique de Wimy.

### Climat
Pour des articles plus généraux, voir Climat des Hauts-de-France et Climat de l'Aisne.
En 2010, le climat de la commune est de type climat des marges montargnardes, selon une étude du CNRS s'appuyant sur une série de données couvrant la période 1971-2000. En 2020, Météo-France publie une typologie des climats de la France métropolitaine dans laquelle la commune est exposée à un climat océanique altéré et est dans la région climatique Nord-est du bassin Parisien, caractérisée par un ensoleillement médiocre, une pluviométrie moyenne régulièrement répartie au cours de l'année et un hiver froid (3 °C).
Pour la période 1971-2000, la température annuelle moyenne est de 9,8 °C, avec une amplitude thermique annuelle de 15,1 °C. Le cumul annuel moyen de précipitations est de 884 mm, avec 13,4 jours de précipitations en janvier et 9,9 jours en juillet. Pour la période 1991-2020, la température moyenne annuelle observée sur la station météorologique la plus proche, située sur la commune de Fontaine-lès-Vervins à 11 km à vol d'oiseau, est de 10,5 °C et le cumul annuel moyen de précipitations est de 826,3 mm,. Pour l'avenir, les paramètres climatiques de la commune estimés pour 2050 selon différents scénarios d'émission de gaz à effet de serre sont consultables sur un site dédié publié par Météo-France en novembre 2022.

## Urbanisme

### Typologie
Au 1er janvier 2024, Wimy est catégorisée commune rurale à habitat dispersé, selon la nouvelle grille communale de densité à 7 niveaux définie par l'Insee en 2022.
Elle est située hors unité urbaine. Par ailleurs la commune fait partie de l'aire d'attraction d'Hirson, dont elle est une commune de la couronne,. Cette aire, qui regroupe 26 communes, est catégorisée dans les aires de moins de 50 000 habitants,.

### Occupation des sols
L'occupation des sols de la commune, telle qu'elle ressort de la base de données européenne d'occupation biophysique des sols Corine Land Cover (CLC), est marquée par l'importance des territoires agricoles (97,8 % en 2018), une proportion identique à celle de 1990 (97,8 %). La répartition détaillée en 2018 est la suivante : 
prairies (60,3 %), terres arables (31,4 %), zones agricoles hétérogènes (6,1 %), zones urbanisées (2,2 %).
L'évolution de l'occupation des sols de la commune et de ses infrastructures peut être observée sur les différentes représentations cartographiques du territoire : la carte de Cassini (XVIIIe siècle), la carte d'état-major (1820-1866) et les cartes ou photos aériennes de l'IGN pour la période actuelle (1950 à aujourd'hui).

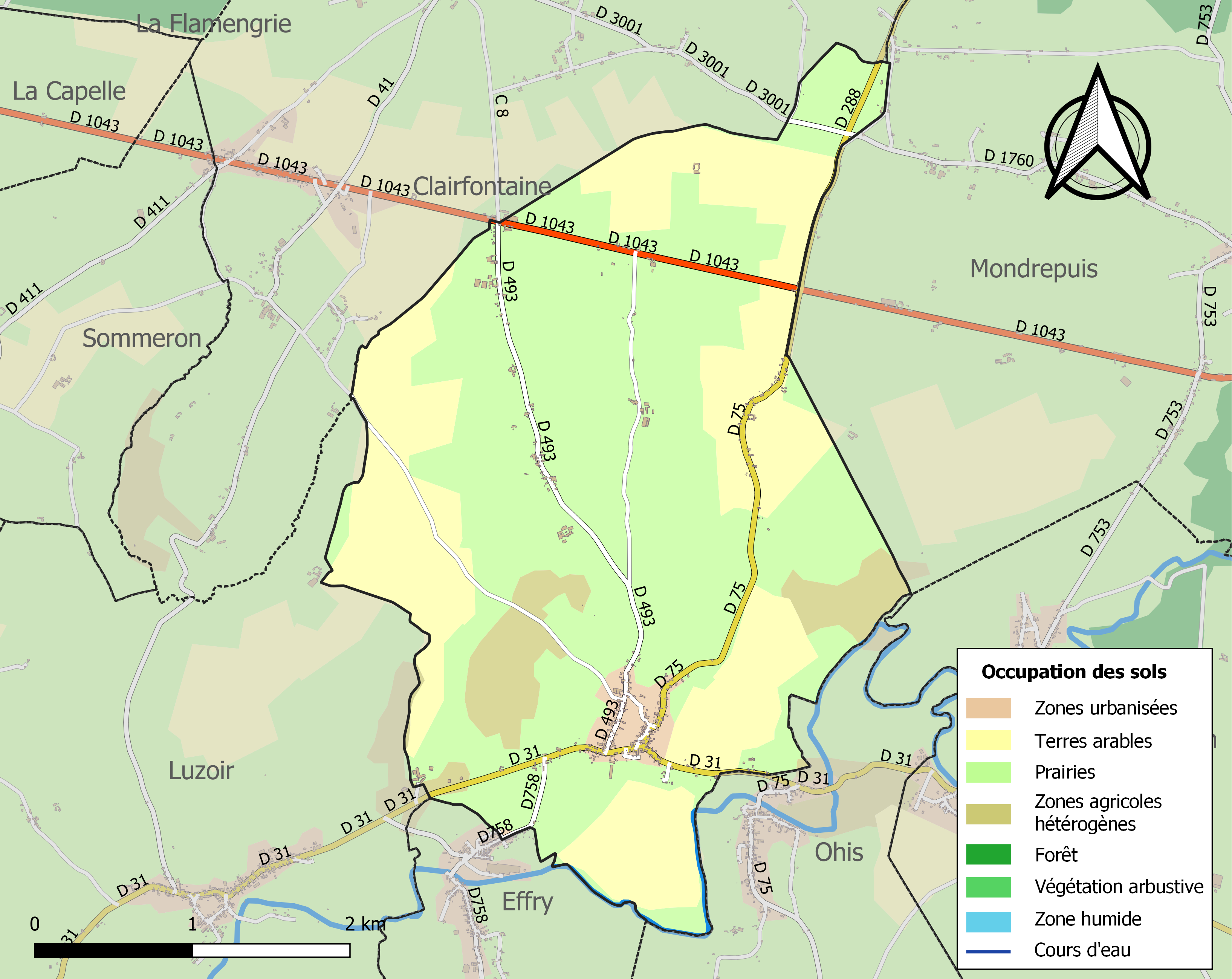
Carte de l'occupation des sols de la commune en 2018 (CLC).

## Toponymie
Le nom de la localité est attesté sous les formes Wimi (1138) ; Parrochia de Wimis, territorium de Woemiis (1138) ; Vuimi (1142) ; Ville de Wymi (1241) ; Wimiacum (1244) ; Wymiacum (1335) ; Wymy (1335) ; Vuymy (1662) ; Huimy (1697) ; Vuimy (1709).

## Histoire
- Seigneurs de Wimy : 1166 : Raoul de Wimy ; 1339 : Jean de Wimy.

Les seigneurs de Guise, qui furent de tout temps suzerains de Wimy, paraissent avoir repris ensuite la seigneurie de ce village, et elle était encore dans leurs mains au moment de la Révolution française.
- 1241 : les habitants de Wimy furent affranchis des tailles et corvées en 1241[19] par Gautier, seigneur d'Avesnes et seigneur de Guise, pour une rente annuelle de 34 livres.
- 1578 - 1585 : édification de la remarquable église, fortifiée entre 1578 et 1585, comme ailleurs dans la région thiérachienne.
- Implantation d'une verrerie nommée Qui Qu'en Grogne, maintenant disparue. Cette verrerie spécialisée dans les bouteilles existait depuis le temps des croisades en 1290[20].
- 1965 : le 12 avril 1965, une tornade passe sur Wimy (F2).

## Politique et administration

### Découpage territorial
La commune de Wimy est membre de la communauté de communes des Trois Rivières, un établissement public de coopération intercommunale (EPCI) à fiscalité propre créé le 29 décembre 1995 dont le siège est à Buire. Ce dernier est par ailleurs membre d'autres groupements intercommunaux.
Sur le plan administratif, elle est rattachée à l'arrondissement de Vervins, au département de l'Aisne et à la région Hauts-de-France. Sur le plan électoral, elle dépend du  canton d'Hirson pour l'élection des conseillers départementaux, depuis le redécoupage cantonal de 2014 entré en vigueur en 2015, et de la troisième circonscription de l'Aisne  pour les élections législatives, depuis le dernier découpage électoral de 2010.

### Administration municipale
| Période                                  | Période | Identité | Étiquette | Qualité |
| ---------------------------------------- | ------- | -------- | --------- | ------- |
| Les données manquantes sont à compléter. |         |          |           |         |
| 1131                                     |         | Doo      |           |         |

| Période                                  | Période                       | Identité         | Étiquette | Qualité                                                                               |
| ---------------------------------------- | ----------------------------- | ---------------- | --------- | ------------------------------------------------------------------------------------- |
| Les données manquantes sont à compléter. |                               |                  |           |                                                                                       |
|                                          | octobre 1941                  | M. Wyart         |           | Révoqué par le Gouvernement de Vichy                                                  |
| mai 1962                                 | juin 1995                     | André Delabre    |           | Professeur honoraire Chevalier de la Légion d'honneur Officier des palmes académiques |
| Les données manquantes sont à compléter. |                               |                  |           |                                                                                       |
| mars 2001                                | mars 2014                     | Bernard Pressoir |           |                                                                                       |
| mars 2014                                | En cours (au 14 juillet 2020) | Mélanie Nicolas  | SE-LR     | Employée Conseillère départementale depuis 2021 Réélue pour le mandat 2020-2026       |

## Démographie
L'évolution du nombre d'habitants est connue à travers les recensements de la population effectués dans la commune depuis 1793. Pour les communes de moins de 10 000 habitants, une enquête de recensement portant sur toute la population est réalisée tous les cinq ans, les populations de référence des années intermédiaires étant quant à elles estimées par interpolation ou extrapolation. Pour la commune, le premier recensement exhaustif entrant dans le cadre du nouveau dispositif a été réalisé en 2006.

En 2022, la commune comptait 464 habitants, en évolution de −2,52 % par rapport à 2016 (Aisne : −1,97 %, France hors Mayotte : +2,11 %).
| 1793 | 1800 | 1806 | 1821 | 1831 | 1836 | 1841 | 1846 | 1851 |
| ---- | ---- | ---- | ---- | ---- | ---- | ---- | ---- | ---- |
| 520  | 561  | 553  | 611  | 696  | 727  | 829  | 871  | 917  |

| 1856 | 1861 | 1866 | 1872 | 1876 | 1881 | 1886 | 1891 | 1896 |
| ---- | ---- | ---- | ---- | ---- | ---- | ---- | ---- | ---- |
| 970  | 955  | 970  | 910  | 982  | 815  | 770  | 730  | 690  |

| 1901 | 1906 | 1911  | 1921 | 1926 | 1931 | 1936 | 1946 | 1954 |
| ---- | ---- | ----- | ---- | ---- | ---- | ---- | ---- | ---- |
| 595  | 829  | 1 000 | 893  | 826  | 907  | 843  | 638  | 623  |

| 1962 | 1968 | 1975 | 1982 | 1990 | 1999 | 2006 | 2011 | 2016 |
| ---- | ---- | ---- | ---- | ---- | ---- | ---- | ---- | ---- |
| 579  | 556  | 464  | 502  | 485  | 477  | 496  | 452  | 476  |

| 2021 | 2022 | - | - | - | - | - | - | - |
| ---- | ---- | - | - | - | - | - | - | - |
| 479  | 464  | - | - | - | - | - | - | - |

## Lieux et monuments
- Église Saint-Martin de Wimy, église fortifiée.
- Le monument aux morts.
- Tombes de guerre de cinq soldats au cimetière.
- Petit patrimoine religieux : oratoires, croix de chemin.
- Petit patrimoine civil : ancienne gare.
- L'axe vert de la Thiérache, chemin de randonnée, passe par la commune.
- Calvaire au cimetière
- Calvaire sur la place Foch.

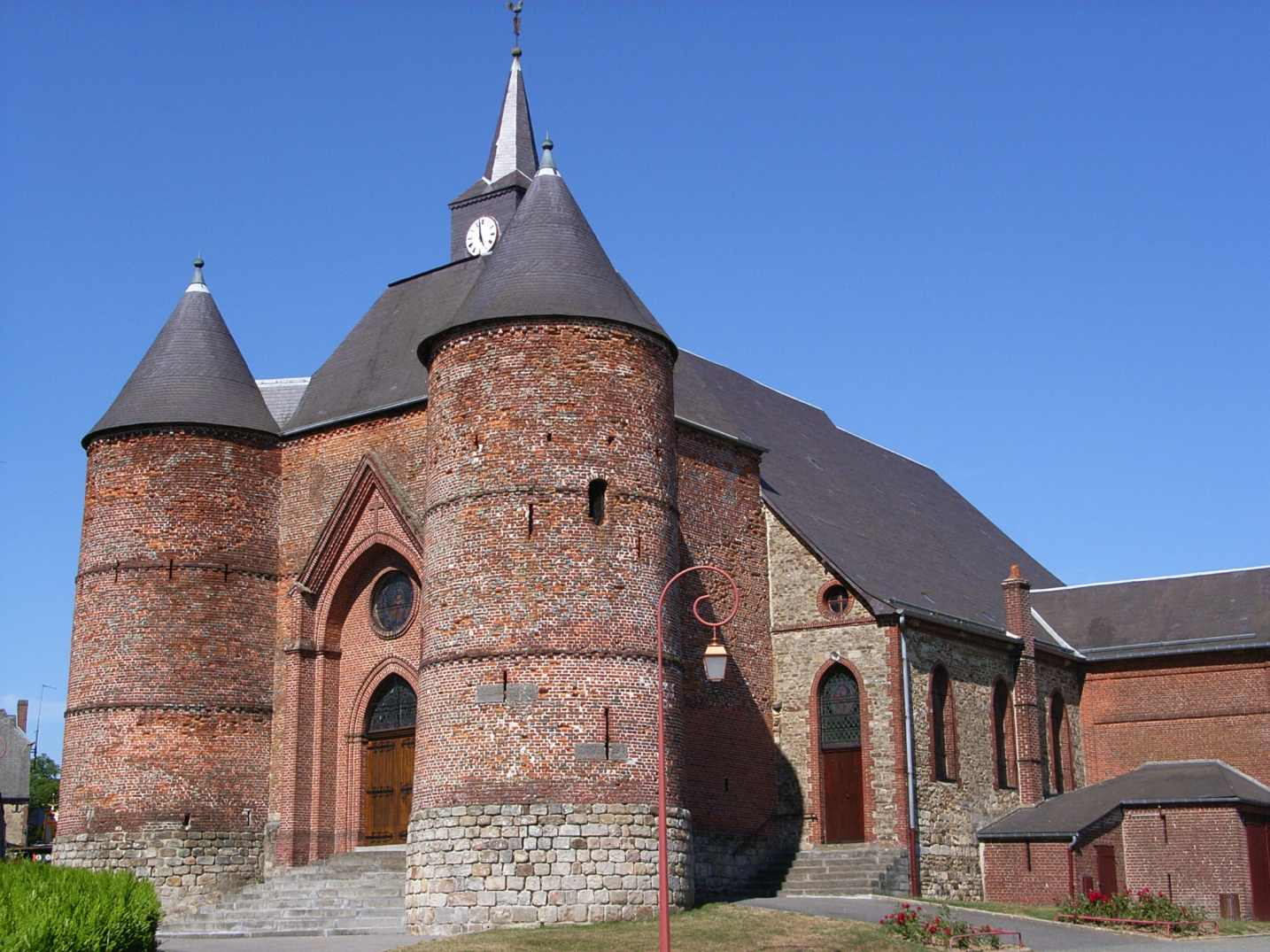
Saint-Martin avec ses deux tours encadrant le portail ouest.
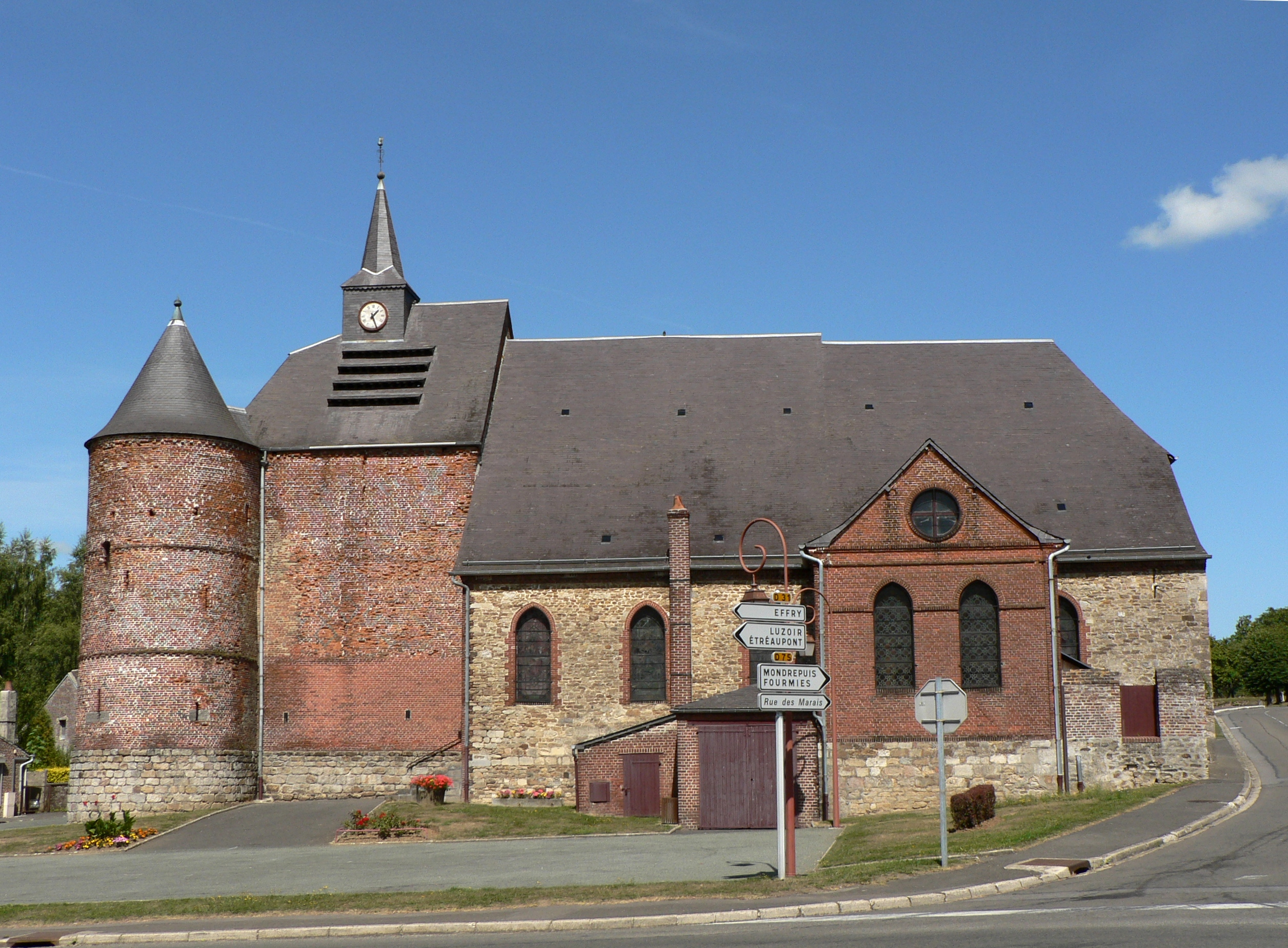
Façade sud.
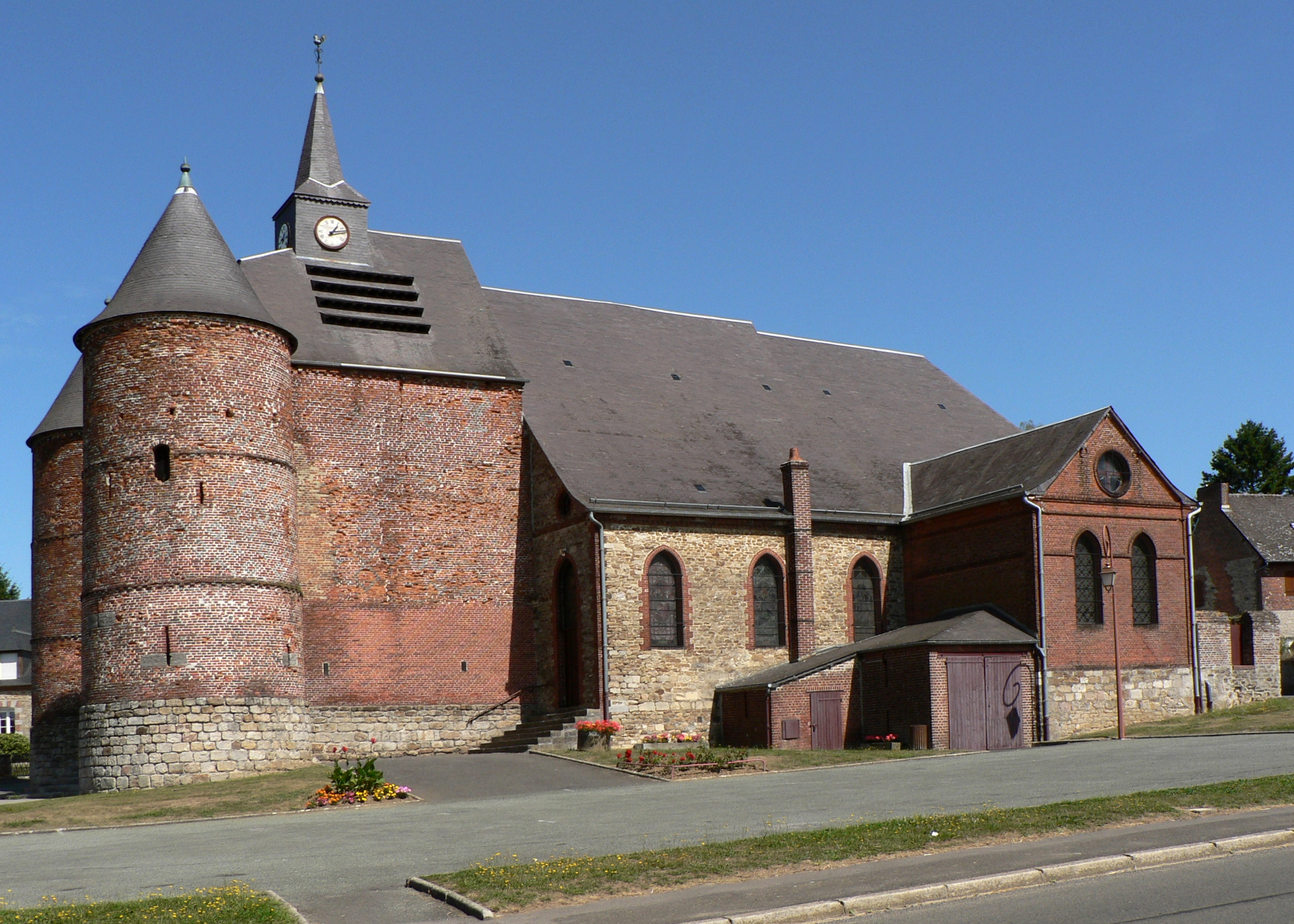
Façade sud.
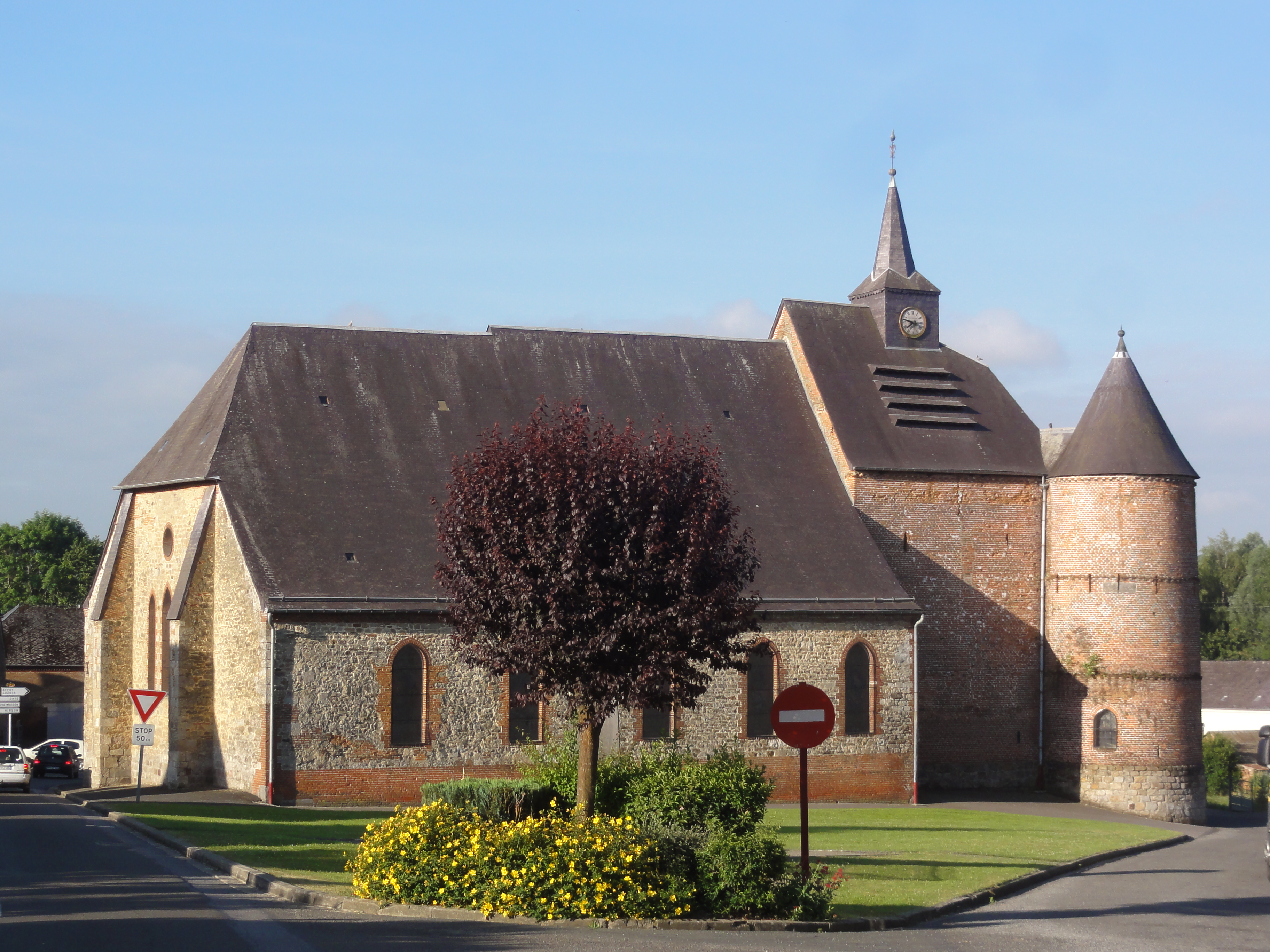
Façade nord.
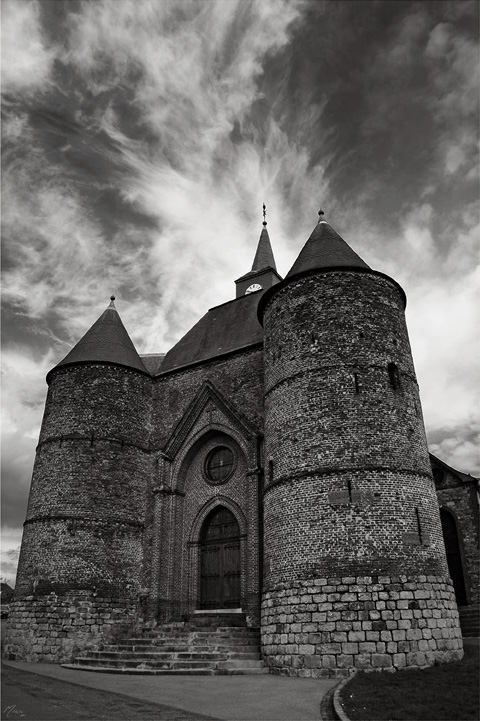

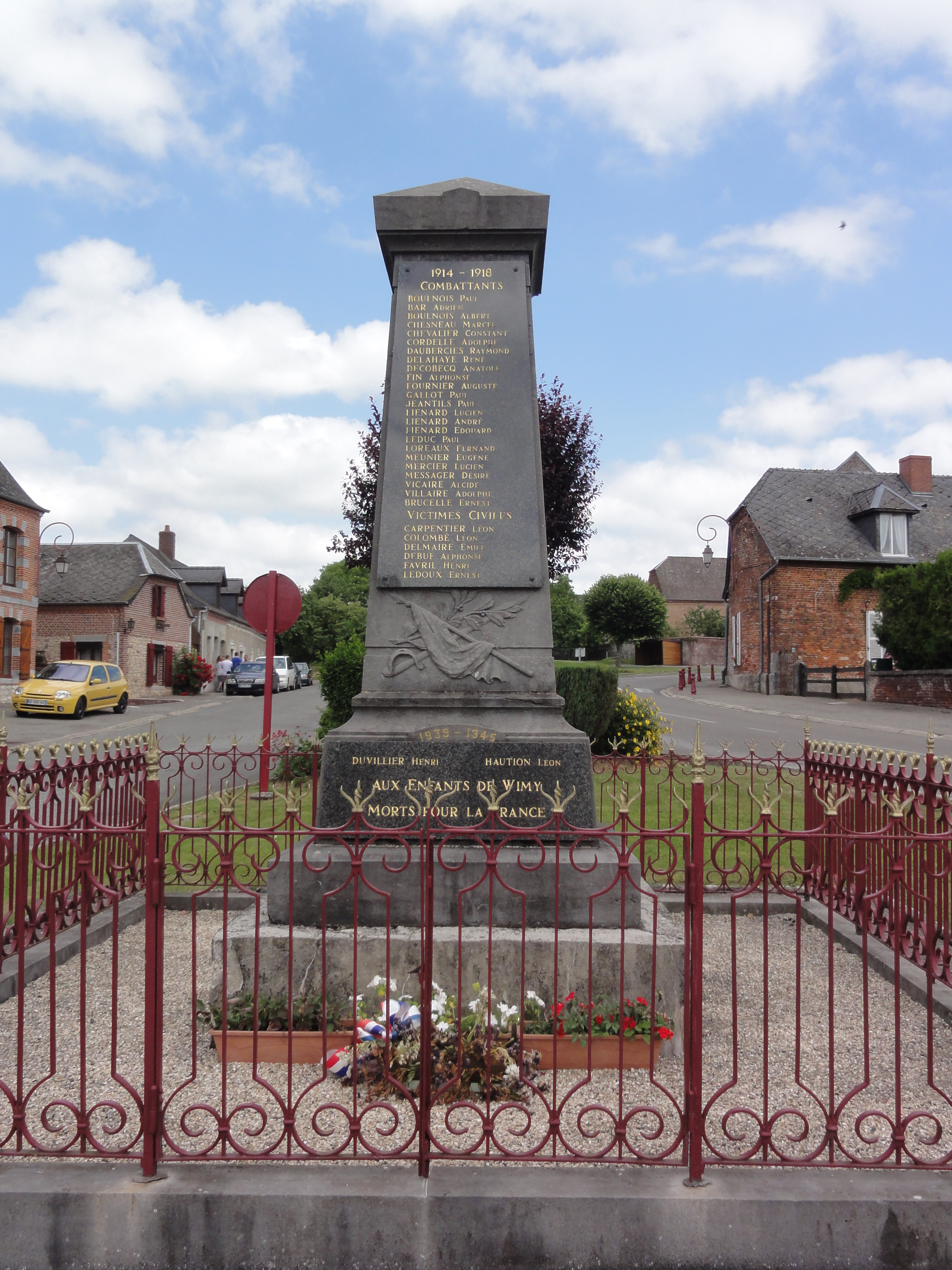
Monument aux morts.
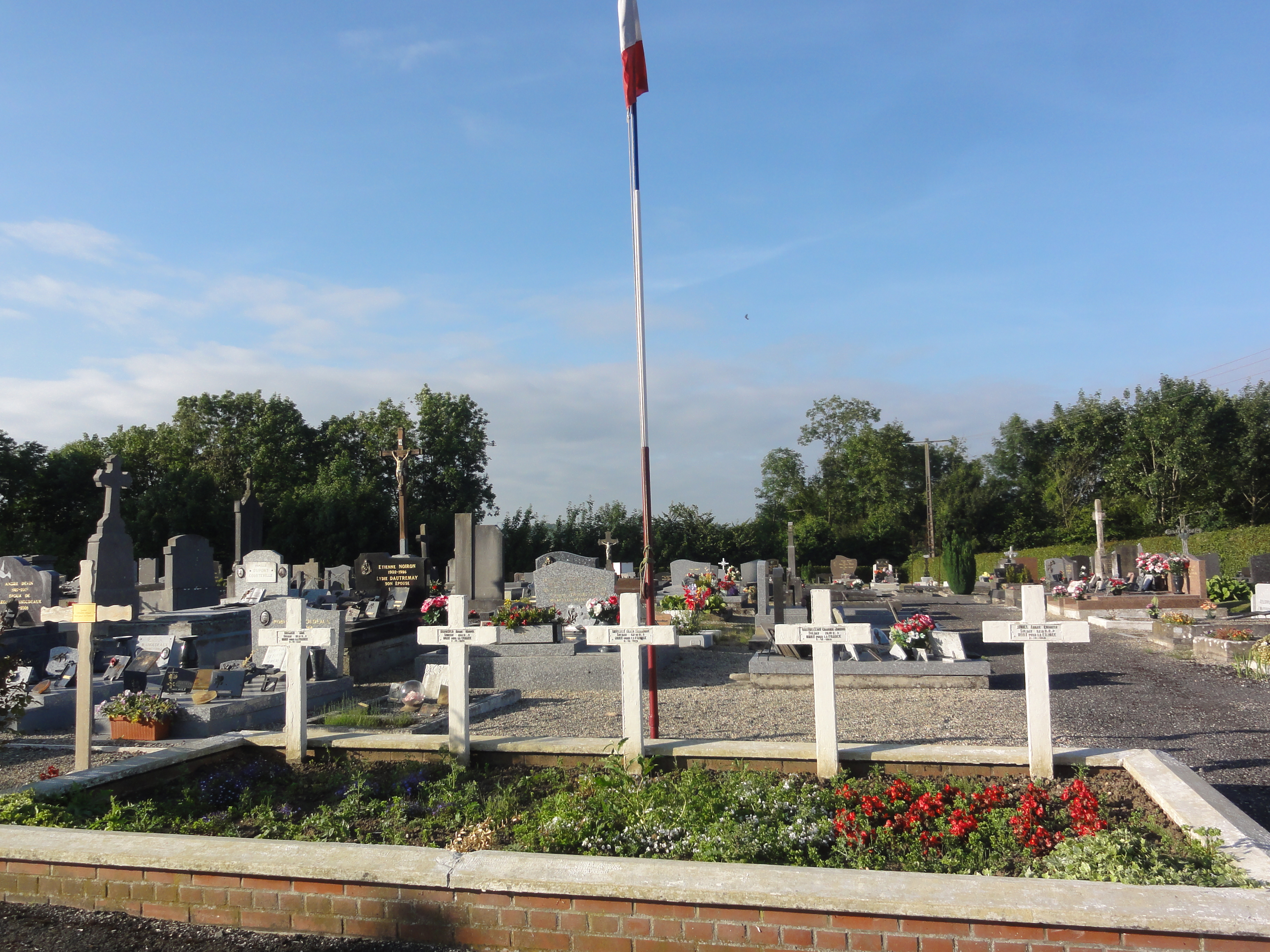
Tombes de guerre au cimetière.
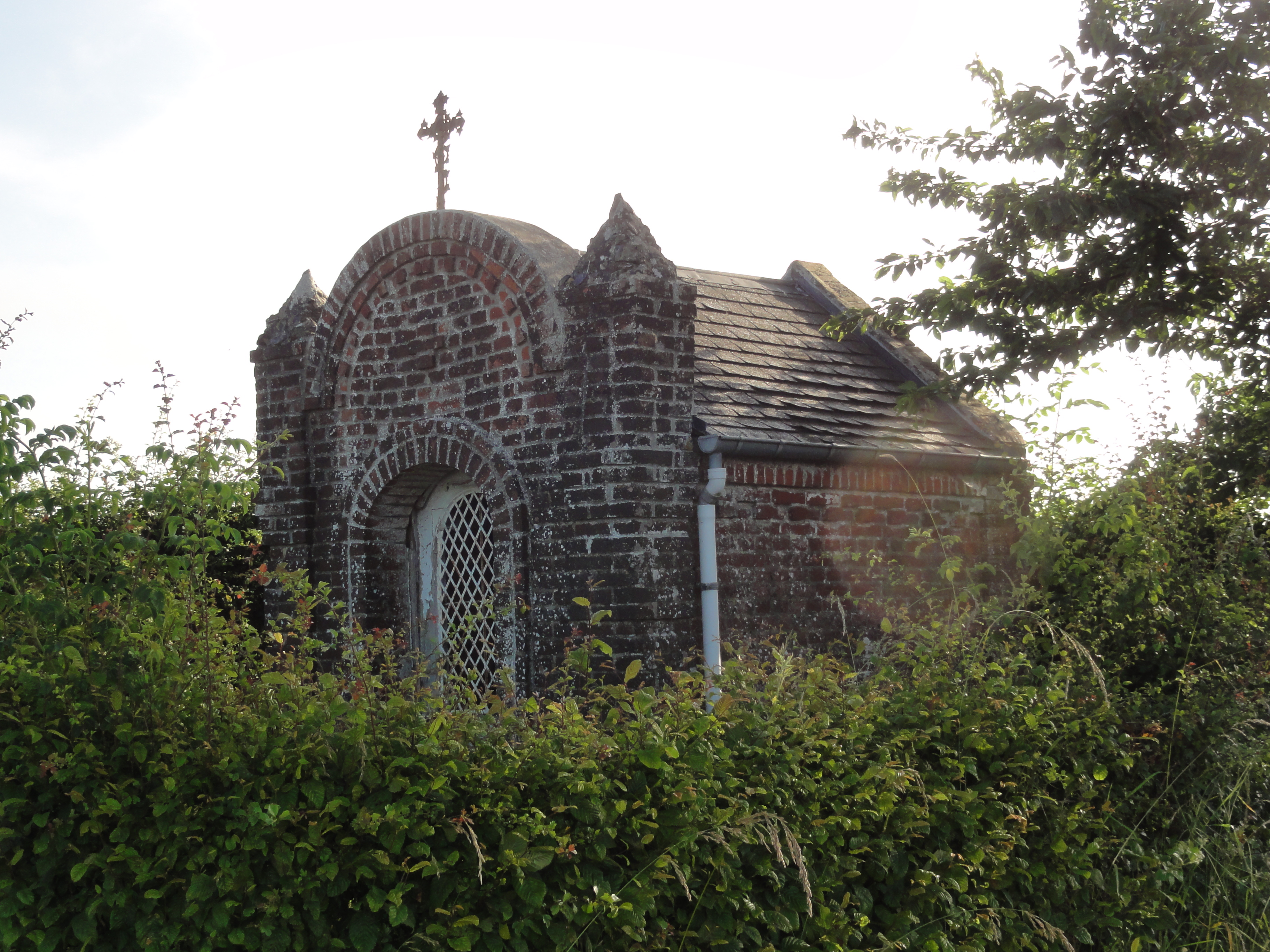
Oratoire, type chapelle.
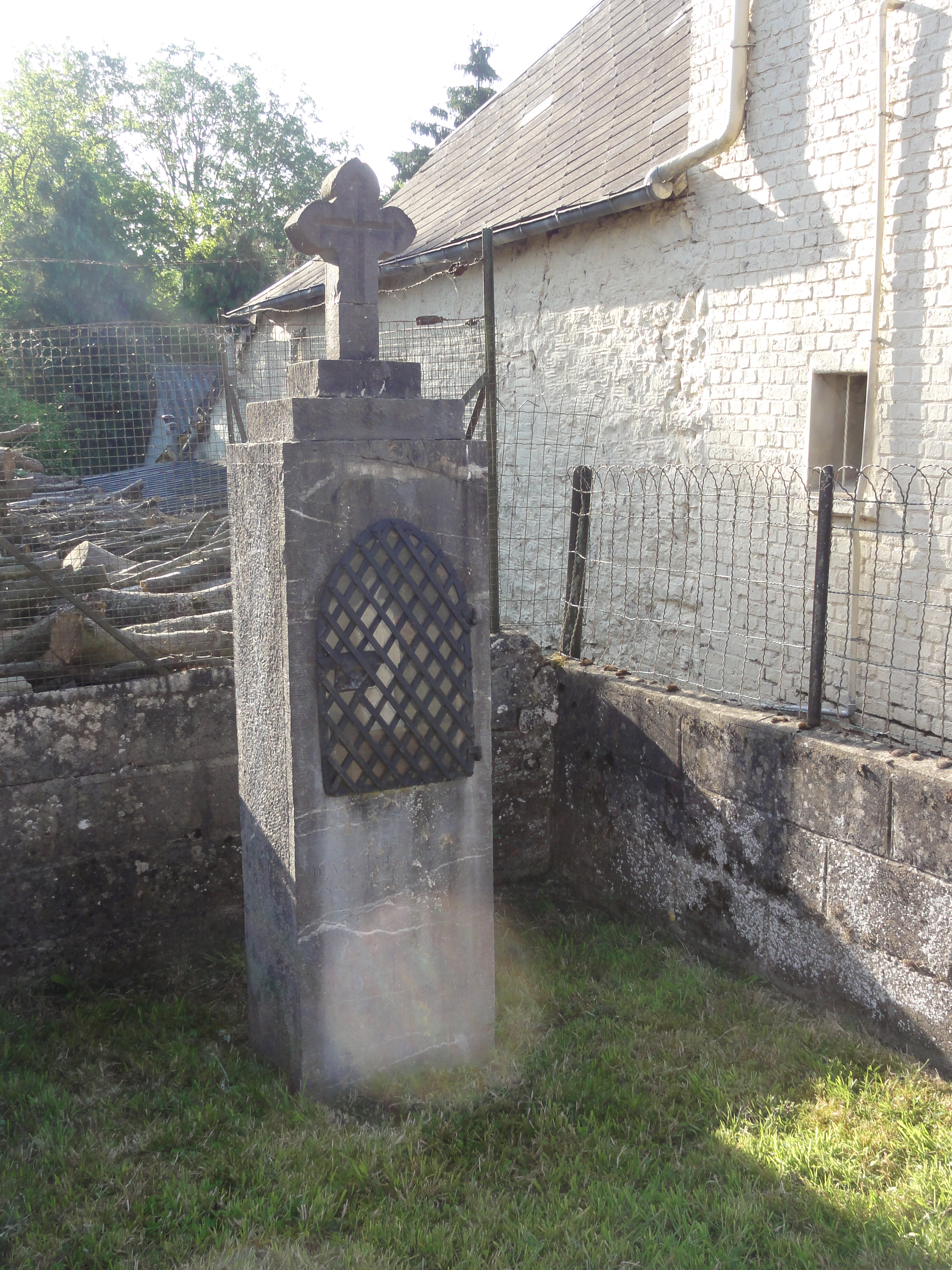
Oratoire, type potale.
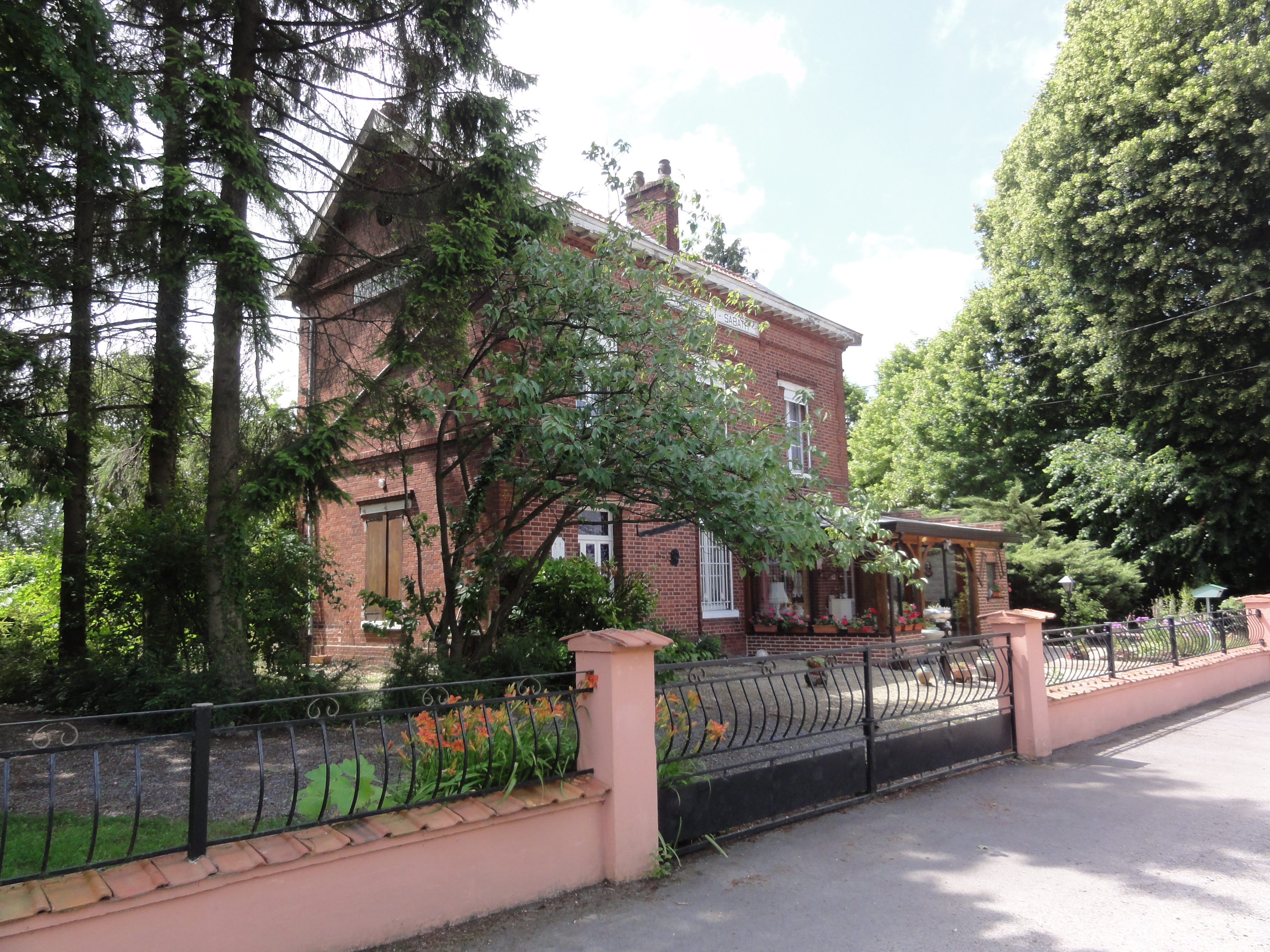
L'ancienne gare sur l'axe vert de la Thiérache.

## Personnalités liées à la commune
- Gustave van Leempoel de Nieuwmunster, sénateur belge et directeur de la verrerie.